# Michel Sogny
Michel Sogny (Pau, 21 de noviembre de 1947) es un pianista, compositor y escritor francés de ascendencia húngara. Desarrolló un nuevo enfoque para la enseñanza del piano. Su método ha permitido que muchos estudiantes de todas las edades disfruten practicando este instrumento, ya que tocar el piano generalmente se considera inalcanzable si no se enseña durante la infancia.

## Biografía
Michel Sogny asistió a la École Normale de Musique de Paris, donde realizó estudios de piano bajo la dirección de Jules Gentil e Yvonne Desportes. Posee una maestría en psicología, una licenciatura en literatura y un doctorado en filosofía, que completó en la Sorbona en 1974 bajo la dirección de Vladimir Jankélévitch. Michel Sogny es el fundador de la SOS Talents Foundation.
Junto con Valéry Giscard d'Estaing y Blandine Ollivier de Prévaux, bisnieta de Franz Liszt, Sogny fue uno de los miembros fundadores de la Asociación Francesa Franz Liszt.

## Método de piano de Michel Sogny
La metodología de Sogny se enseña en sus escuelas en París y Ginebra. Desde 1974, más de 20.000 estudiantes han dominado el piano mediante el método de Sogny.
El método consta de dos componentes principales: Obras didácticas - Prolégomènes, que representan pequeños ejercicios. Los Prolégomènes desarrollan la percepción de la sinfonía musical y el sonido. La segunda dirección consiste en un ciclo de estudios, donde la concentración se enfoca en el desarrollo de habilidades técnicas, como gestos y posiciones de las manos.
Una de las estudiantes de Sogny, que comenzó a practicar piano ya en la edad adulta, fue la profesora de lengua francesa Michel Paris. Después de completar el curso metodológico de cuatro años de Sogny, a la edad de 30 años ofreció un concierto en solitario en el Théâtre des Champs-Élysées bajo el patrocinio del Ministerio de Cultura.
Otra estudiante exitosa de Michel Sogny fue Claudine Zévaco, quien actuó en el Théâtre des Champs-Élysées en 1983 y 1984.
En 1981, el Senado se dirigió formalmente al Ministro de Cultura, Jack Lang, para discutir la introducción de la metodología de Michel Sogny en toda Francia.